# فرودگاه بین‌المللی جرج بوش
فرودگاه بین‌المللی جرج بوش (به انگلیسی: George Bush Intercontinental Airport) فرودگاهی بین‌المللی است که در شهر هیوستون (ایالت تگزاس) واقع شده و از پررفت‌وآمدترین فرودگاه‌های جهان است.
این فرودگاه به افتخار جورج هربرت واکر بوش (بوشِ پدر)، ۴۱مین رئیس‌جمهور ایالات متحدهٔ آمریکا، به این اسم نامگذاری شده‌است.

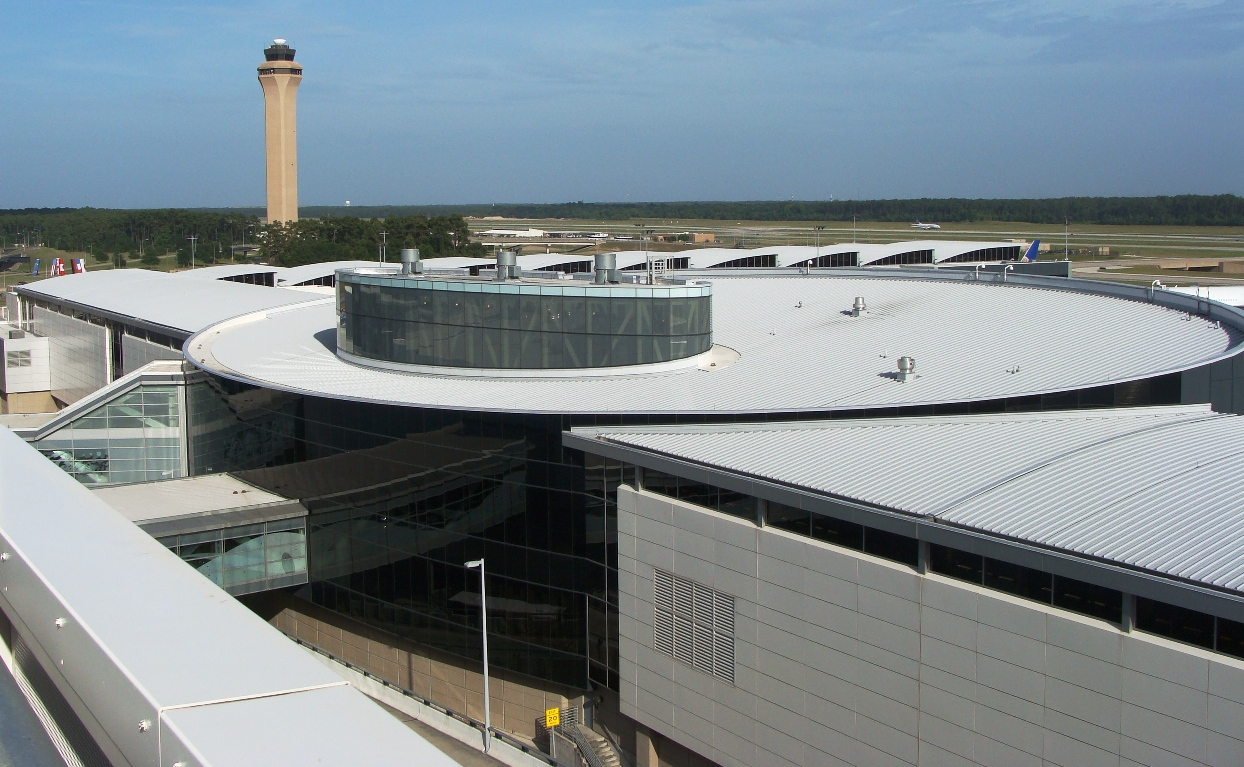
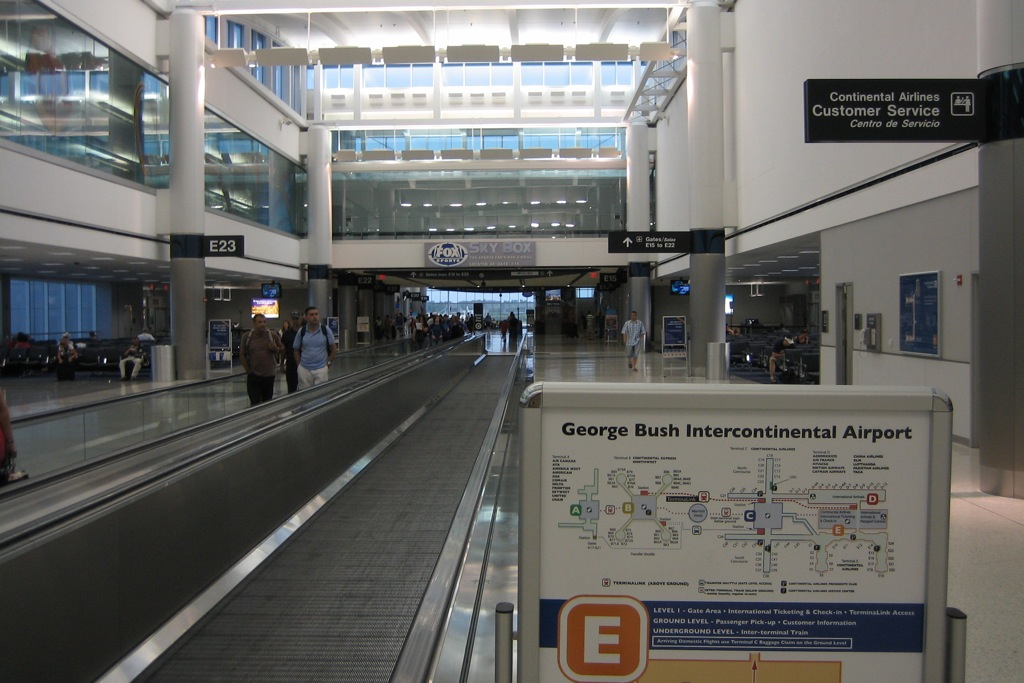
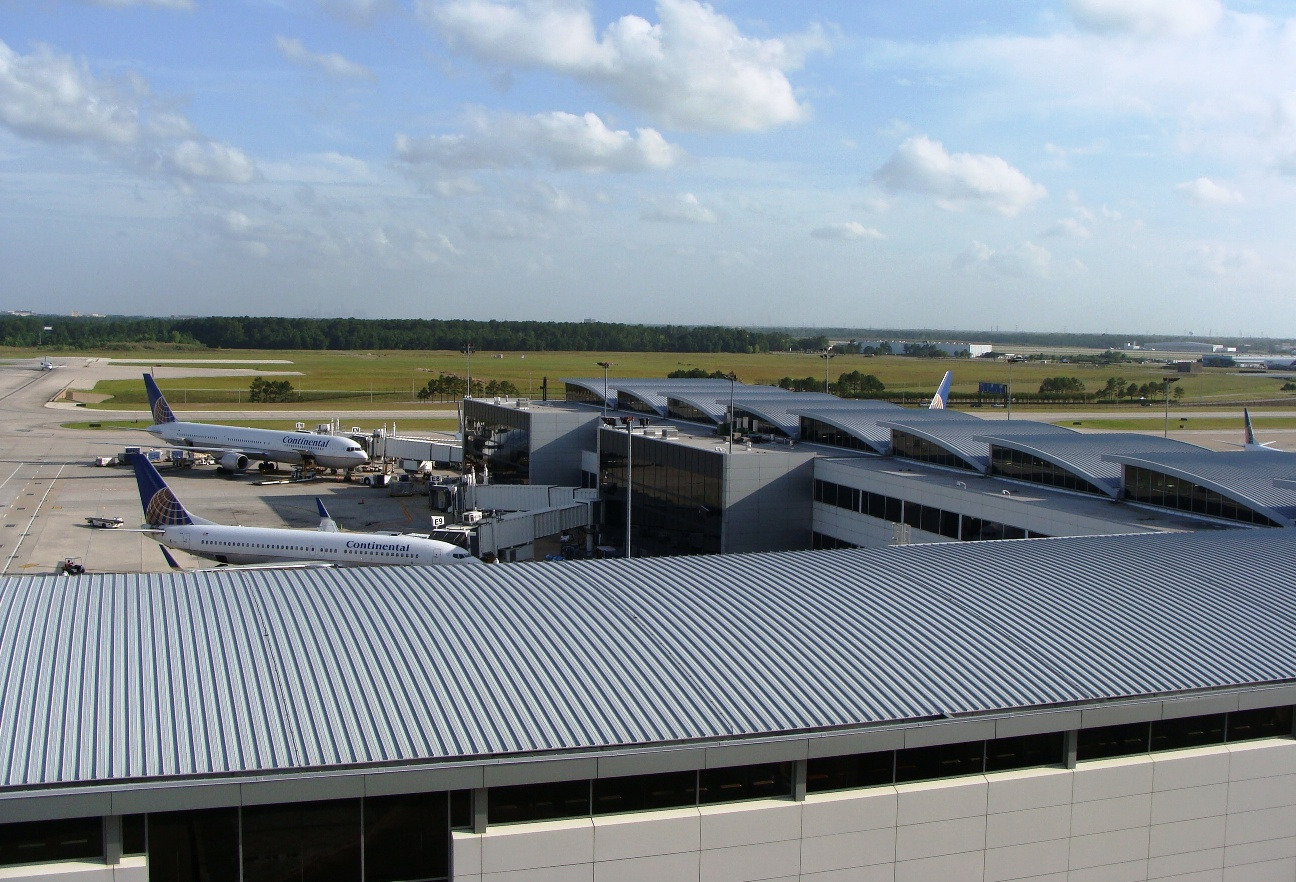
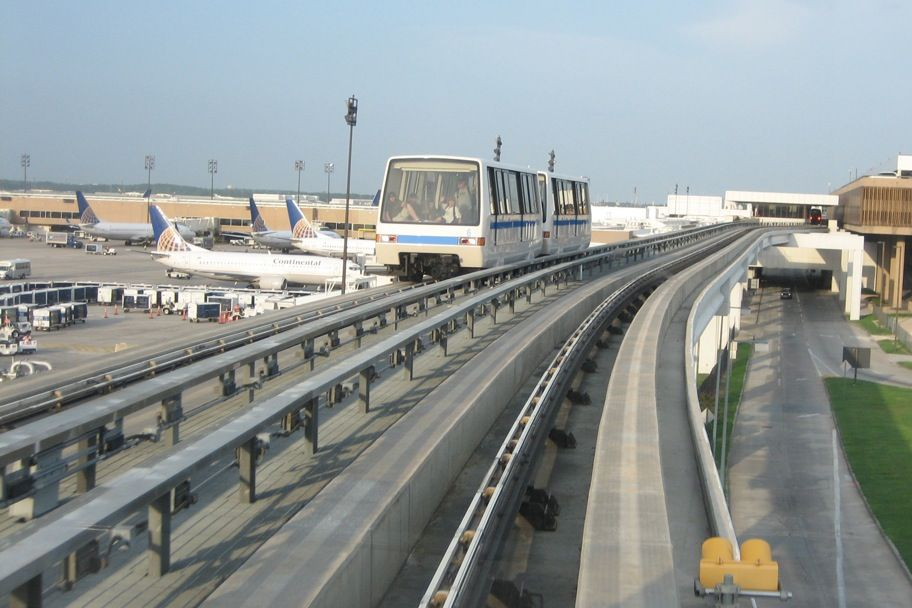

## شرکت‌های هواپیمایی و مقصدهای پروازی

### مسافری
| شرکت‌های هواپیمایی                    | مقصدهای پروازی |
| ------------------------------------ | --- |
| آئرومکزیکو                           | فصلی: مکزیکو سیتی |
| آئرومکزیکو کانکت                     | مکزیکو سیتی، ژنرال ماریانو اسکبیدو |
| Air Canada Express                   | کالگری، مونترآل-پییر الیوت ترودو، پیرسون تورنتو |
| ایر چاینا                            | پکن |
| ایر فرانس                            | شارل دوگل پاریس |
| ایر نیوزیلند                         | اوکلند |
| آلاسکا ایرلاینز                      | سیاتل-تاکوما |
| آل نیپون ایرویز                      | ناریتا |
| امریکن ایرلاینز                      | شارلوت داگلاس، دالاس-فورت ورث، میامی، فیلادلفیا، فینکس اسکای هاربر |
| امریکن ایگل                          | اوهر شیکاگو، دالاس-فورت ورث، لس‌آنجلس، میامی، فیلادلفیا |
| اویانکا السالوادور                   | السالوادور |
| Bahamasair                           | لیندن پیندلینگ (آغاز از ۱۵ نوامبر ۲۰۱۷) |
| بریتیش ایرویز                        | هیترو لندن |
| دلتا ایرلاینز                        | هارتسفیلد-جکسون آتلانتا، متروپولیتن شهرستان وین دیترویت، سالت‌لیک‌سیتی فصلی: مینیاپولیس−سنت پل |
| دلتا کانکشن                          | هارتسفیلد-جکسون آتلانتا، سینسیناتی/کنتاکی شمالی، متروپولیتن شهرستان وین دیترویت، مینیاپولیس−سنت پل، لاگواردیا، سالت‌لیک‌سیتی |
| هواپیمایی امارات                     | دوبی |
| اوا ایر                              | تائویوان تایوان |
| فرانتیر ایرلاینز                     | دنور، مک‌کاران، اورلاندو، فیلادلفیا فصلی: هارتسفیلد-جکسون آتلانتا، سینسیناتی/کنتاکی شمالی، کلیولند هاپکینز |
| Interjet                             | مکزیکو سیتی، ژنرال ماریانو اسکبیدو |
| کاال‌ام                               | اسخیپول آمستردام |
| کورین ایر                            | اینچئون |
| لوفت‌هانزا                            | فرانکفورت |
| هواپیمایی قطر                        | حمد |
| سنگاپور ایرلاینز                     | منچستر، چانگی سنگاپور |
| SonAir اجرا توسط اطلس ایر            | کواترو دو فرویرو |
| Spirit Airlines                      | هارتسفیلد-جکسون آتلانتا، ثرگود مارشال بالتیمور واشینگتن، کانکون، کینتانا رو، اوهر شیکاگو، دنور، متروپولیتن شهرستان وین دیترویت، فورت لادردیل–هالیوود، مک‌کاران، لس‌آنجلس، لوئیز آرمسترانگ نیو اورلنان، لیبرتی نیوآرک، اوکلند، اورلاندو، پیتسبورگ، سن دیه‌گو، رامون ویلدا مورالس، تمپا فصلی: مینیاپولیس−سنت پل، لوس کابوس، سیاتل-تاکوما |
| ترکیش ایرلاینز                       | آتاترک |
| یونایتد ایرلاینز                     | اسخیپول آمستردام، کویین بیاتریکس، هارتسفیلد-جکسون آتلانتا، آستین، ثرگود مارشال بالتیمور واشینگتن، فیلیپس اس. دبلیو. گلدسان، ال دورادو، فلامینگو، لوگان، مینیسترو پیستارینی، کالگری، کانکون، کینتانا رو، شارلوت داگلاس، اوهر شیکاگو، کلیولند هاپکینز، کوزومل، دالاس-فورت ورث، دنور، متروپولیتن شهرستان وین دیترویت، ادمونتون، فورت لادردیل–هالیوود، ساوثوست فلوریدا، فرانکفورت، اوون رابرتس، دن میگوئل هیدالگو وای کوستیا، لا آررا، خوزه مارتی، بین الملی هونولولو، کانزاس‌سیتی، مک‌کاران، دنیل اودوبر کیروش، خورخه چاوز، هیترو لندن، لس‌آنجلس، اوگوستو سزار ساندینو، مک‌آلن-میلر، ممفیس، منیول کرسسنسیو ریجون، مکزیکو سیتی، میامی، مینیاپولیس−سنت پل، سنگستر، نشویل، لیندن پیندلینگ، لوئیز آرمسترانگ نیو اورلنان، لاگواردیا، لیبرتی نیوآرک، ویل راجرز، جان وین، اورلاندو، توکومن، فیلادلفیا، فینکس اسکای هاربر، پیارکو، پورتلند، ال آی سی. گوستاو دیاز اورداز، پونتا کانا، نیو کیتو، ریو دوژانیرو گالیائو، خوآن مانوئل گالوس، خوآن سانتاماریا، سکرامنتو، سالت‌لیک‌سیتی، سن آنتونیو، سن دیه‌گو، سانفرانسیسکو، سان خوزه، لوس کابوس، لوئیز مونز مارین، رامون ویلدا مورالس، السالوادور، کومودورو ارتورو مرینو بنیتز، سائو پائولو گوارولوس، سیاتل-تاکوما، تمپا، تونکنتین، ناریتا، توسان، تالسا، اکلاهما، ونکوور، دالس واشینگتن، ملی رونالد ریگان واشینگتن فصلی: آلبوکرکی، تد استیونز انکوریج، منطقه‌ای شهرستان ایگل، محلی گانسیون-کرستد بوته، یمپا ولی، ایندیاناپلیس، ایکستاپا-سیواتانخو، جکسن هول، مینیاپولیس−سنت پل، منطقه‌ای مونتروز، مونیخ، صحرایی اپلی، پراویدنشیالز، رالی-دورهام، رنو تاهوئه، سیرل گری کینگ، پام بیچ |
| یونایتد اکسپرس                       | ژنرال خوان آلوارز، ال آی سی. خزوس تران پردو، آلبوکرکی، الکساندریا، ریک هازبند آماریلو، هارتسفیلد-جکسون آتلانتا، آستین، باتون‌روژ متروپالیتن، برمینگهم-شاتلسورث، بویزی، برانزویل/ساوث پادره آیلند، کالگری، چارلستون، ایگر، شارلوت داگلاس، اوهر شیکاگو، ژنرال روبرتو فیرو ویلالوبوس، سینسیناتی/کنتاکی شمالی، کلیولند هاپکینز، ایستر وود، Colorado Springs، شهرستان کلمبیا، پورت کلمبوس، کرپوس کریستی، دالاس-فورت ورث، دنور، دی موین، آیووا، متروپولیتن شهرستان وین دیترویت، ال پاسو، منطقه‌ای نورث‌وست، منطقه‌ای نورث‌وست، جرالد فورد، گرنویل-اسپارتانبورگ، دن میگوئل هیدالگو وای کوستیا، گلف پورت-بیلوکسی، ولی، بردلی، محلی شهرستان لئا، باهیاس د هواتولکو، هانتسویل، ایندیاناپلیس، ایکستاپا-سیواتانخو، جکسن-اورز، جکسنویل، کانزاس‌سیتی، کایلین فورت‌هود، مک‌گی تایسن، لفیت ریجنل، لیک چارلز ریجنل، لاردو، دل بایو، بلوگرس، صخره کوچک ملی، لوئیویل، لوبوک پرستون اسمیت، پلایا دو اورو، مک‌آلن-میلر، ممفیس، مکزیکو سیتی، میدلند، ژنرال میچل، مینیاپولیس−سنت پل، منطقه‌ای موبایل، منطقه‌ای مونرو، ژنرال ماریانو اسکبیدو، ژنرال فرنسیسکو موییکا، نشویل، لوئیز آرمسترانگ نیو اورلنان، لاگواردیا، نورفک، سوسوکوتلن، ویل راجرز، صحرایی اپلی، نورث‌وست، پنساکولا، پیتسبورگ، هرمانوس سردن، کوئره‌تارو، رالی-دورهام، ریچموند، سالت‌لیک‌سیتی، سن آنتونیو، لوس کابوس، پونچیانو آریاگا، سوننه/هیلتن حعیا، منطقه‌ای شروپورت، ملی اسپرینگفیلد-برانسون، لامبرت-ست لوی، ژنرال فرنسیسکو خاویر مینا، پیرسون تورنتو، توسان، تالسا، اکلاهما، ژنرال هریبرتو یارا، کارلووس روویروسا پرز، دالس واشینگتن، ملی رونالد ریگان واشینگتن، ویچیتا مید-کانتیننت فصلی: شهرستان اسپن – پیتکین، بوزمن یلوواستون، ساوثوست فلوریدا، محلی گانسیون-کرستد بوته، جکسن هول، ژنرال رافائل بولنا (آغاز از ۲۱ دسامبر ۲۰۱۷), میامی، منطقه‌ای مونتروز، لیندن پیندلینگ، پام اسپرینگز، فیلادلفیا، فینکس اسکای هاربر، ال آی سی. گوستاو دیاز اورداز، محلی رپید سیتی، رنو تاهوئه |
| Vacation Express اجرا توسط Swift Air | فصلی: پونتا کانا |
| ویواآئروبوس                          | ژنرال ماریانو اسکبیدو فصلی: دن میگوئل هیدالگو وای کوستیا |
| Volaris                              | دن میگوئل هیدالگو وای کوستیا |
| وست جت                               | کالگری |

### Historical airline service: opening of Intercontinental in 1969 to the early 1980s
At the time of the opening of IAH in 1969, domestic scheduled passenger airline service was being اجرا توسط امریکن ایرلاینز، Braniff International Airways، کنتیننتال ایرلاینز، دلتا ایرلاینز، Eastern Air Lines، National Airlines and Houston-based Texas International Airlines which had formerly operated as Trans-Texas Airways (TTa). International service at this time was being flown by خطوط هوایی سراسری آمریکا (خطوط هوایی سراسری آمریکا) with ten nonstop flights a week operated with بوئینگ ۷۰۷ jetliners to مکزیکو سیتی، کاال‌ام operating داگلاس دی‌سی-۸ jets four days a week to آمستردام via an intermediate stop in مونترآل، Braniff International with بوئینگ ۷۲۷ service several times a week to پاناماسیتی and آئرومکزیکو (now آئرومکزیکو) flying مک‌دانل داگلاس دی‌سی-۹ jets to مونتری، گوادالاخارا، خالیسکو، پورتو بایارتا، خالیسکو، آکاپولکو، گوئررو and مکزیکو سیتی several days a week. Texas International was also operating direct, no change of plane service to مکزیک at this time with مک‌دانل داگلاس دی‌سی-۹ jets to مونتری and Convair 600 turboprop flights to تامپیکو and وراکروس. KLM Royal Dutch introduced بوئینگ ۷۴۷ service in 1971 and by 1974 ایر فرانس was operating four nonstop بوئینگ ۷۴۷ flights a week to both پاریس and مکزیکو سیتی. Also in 1974, Continental, Pan Am, and National were operating مک‌دانل داگلاس دی‌سی-۱۰ wide body jetliners into IAH while Delta was flying لاکهید ال-۱۰۱۱ تری‌استار wide body jets with both types being operated on respective domestic routes from the airport by these airlines with National also operating بوئینگ ۷۴۷ service to Houston at this time once a week on a Miami-Houston-Los Angeles routing. By the late 1970s, Cayman Airways had begun nonstop service between گرند کیمن in the کارائیب and Intercontinental with stretched بریتیش ایرکرفت بی‌ای‌سی یک-یازده series 500 twin jets. Cayman Airways served the airport for many years, operating a variety of aircraft including بوئینگ ۷۲۷، بوئینگ ۷۳۷، بوئینگ ۷۳۷ کلاسیک، بوئینگ ۷۳۷ کلاسیک and داگلاس دی‌سی-۸ jetliners into IAH in addition to the BAC One-Eleven.
By July 1983, the number of domestic and international air carriers serving Intercontinental had grown substantially. American, Continental, Delta and Eastern had been joined by پیدمونت ایرلاینز، ساوت‌وست ایرلاینز،  TWA ، یونایتد ایرلاینز، یو اس ایرویز and Western Airlines. Western was operating daily مک‌دانل داگلاس دی‌سی-۱۰ wide body jet service nonstop to سالت‌لیک‌سیتی at this time with this flight also offering direct one stop service to انکوریج. International service was being اجرا توسط ایر کانادا، اویاتکا، British Caledonian Airways، کنتیننتال ایرلاینز، Eastern Air Lines، SAHSA، هواپیمایی آفریقای جنوبی، اویانکا السالوادور and VIASA in addition to Pan Am, KLM Royal Dutch, Air France, Aeroméxico and Cayman Airways. Several commuter and regional airlines were also operating passenger service at this time from IAH including Emerald Air (operating as Pan Am Express), Metro Airlines، Rio Airways and Royale Airlines. Metro Airlines was operating "cross-town" shuttle service with de Havilland Canada DHC-6 Twin Otter turboprops with up to seventeen round trip flights a day between IAH and the Clear Lake City STOLport located near the مرکز فضایی جانسون and also up to nine round trip flights a day between the airport and ناحیه‌ای شوگرلند as well as other flights to regional destinations in Texas and Louisiana. In addition, at this same time the airport had scheduled helicopter airline service اجرا توسط Executive Helicopters with بل ۲۰۶L "Long Ranger" helicopters to four Houston-area بالگردگاه with up to 36 round trip flights a day.
Other airlines that served Houston Intercontinental were Aviacsa، America West Airlines، Atlantic Southeast Airlines، کنیدین ایرلاینز، چاینا ایرلاینز، Comair, Grand Airways, گلف ایر، Martinair، نورت‌وست ایرلاینز، هواپیمایی بین‌المللی پاکستان، PrivatAir operating on behalf of کاال‌ام and later هواپیمایی اسکاندیناوی، الملکیه الاردنیه (then called ALIA), SeaPort Airlines، هواپیمایی آفریقای جنوبی، ساوت‌وست ایرلاینز, UltrAir and World Airways.

### Other current services
اطلس ایر offers a thrice-weekly بوئینگ ۷۴۷–۴۰۰ scheduled service to لوآندا in Africa on behalf of SonAir. اطلس ایر replaced World Airways in June 2010 with World having previously operated مک‌دانل داگلاس ام‌دی-۱۱ aircraft on the route. These flights are intended to service companies operating in the oil industry in Angola which are members of the US/Africa Energy Association (USAEA).
اوا ایر offers luxury bus service from the Dallas-Fort Worth metro to feed its IAH-TPE route.
یونایتد ایرلاینز offers thrice-daily bus service to بومانت، تگزاس, which replaced its air service on ۱ ژوئیه ۲۰۱۲.